# Diuturni Temporis
 Diuturni Temporis  è un'enciclica di papa Leone XIII, datata 5 settembre 1898, nuovamente dedicata alla preghiera del Rosario.
« Già da tempo, Noi, mossi dal desiderio di porre nella così accresciuta devozione verso la Vergine, come in una rocca inespugnabile, la salvezza dell'umanità, non abbiamo mai cessato di promuovere tra i fedeli la pia pratica del “rosario mariano”. A questo scopo, già il 1º settembre 1883, pubblicammo una lettera enciclica, e, come tutti ben sapete, abbiamo in séguito promulgato su questo argomento varie altre decisioni. E poiché i disegni della divina misericordia ci concedono di vedere, anche quest'anno, l'avvicinarsi del mese di ottobre, già ripetutamente da Noi dedicato e consacrato alla celeste Regina del rosario, non vogliamo mancare di rinnovarvi la Nostra esortazione ».